# تسلق (طيران)

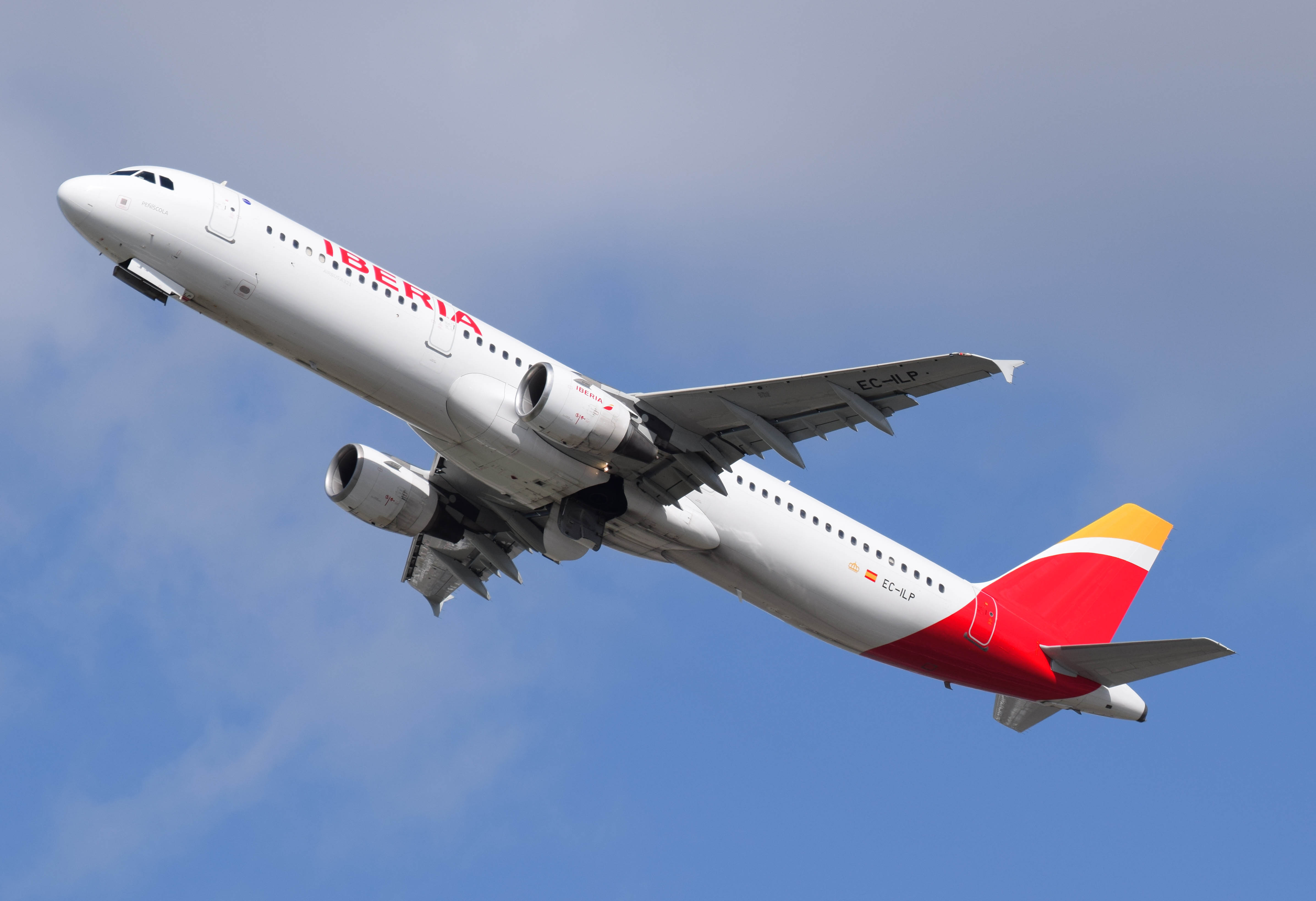
طائرة إيرباص إيبيريا A321 عند الصعود من مطار هيثرو بلندن

في الطيران، التسلق أو الصعود (climb) هو عملية زيادة ارتفاع الطائرة. وهي مرحلة منطقية من تحليق نموذجي للطائرة، يعرف بـ (مرحلة الصعود أو التسلق) (the climb phase or climbout) تأتي بعد مرحلة الإقلاع وقبل مرحلة العبور. خلال مرحلة الصعود، هناك زيادة في الارتفاع إلى مستوى محدد مسبقًا.

## عملية التسلق
يتم تنفيذ التسلق الثابت باستخدام قوة الدفع الزائدة، وهي المقدار الذي يتجاوز به الدفع من محطة الطاقة قوة السحب على الطائرة. :§ 15.1سوف تصعد الطائرة بثبات حتى ينخفض الدفع الزائد إلى الصفر. :§ 15.8قد ينخفض الدفع الزائد إلى الصفر نتيجة لعمل الطيار المتعمد للتحكم في خرج المحركات، أو كاستجابة المحركات لنقص كثافة الهواء.

## مرحلة التسلق

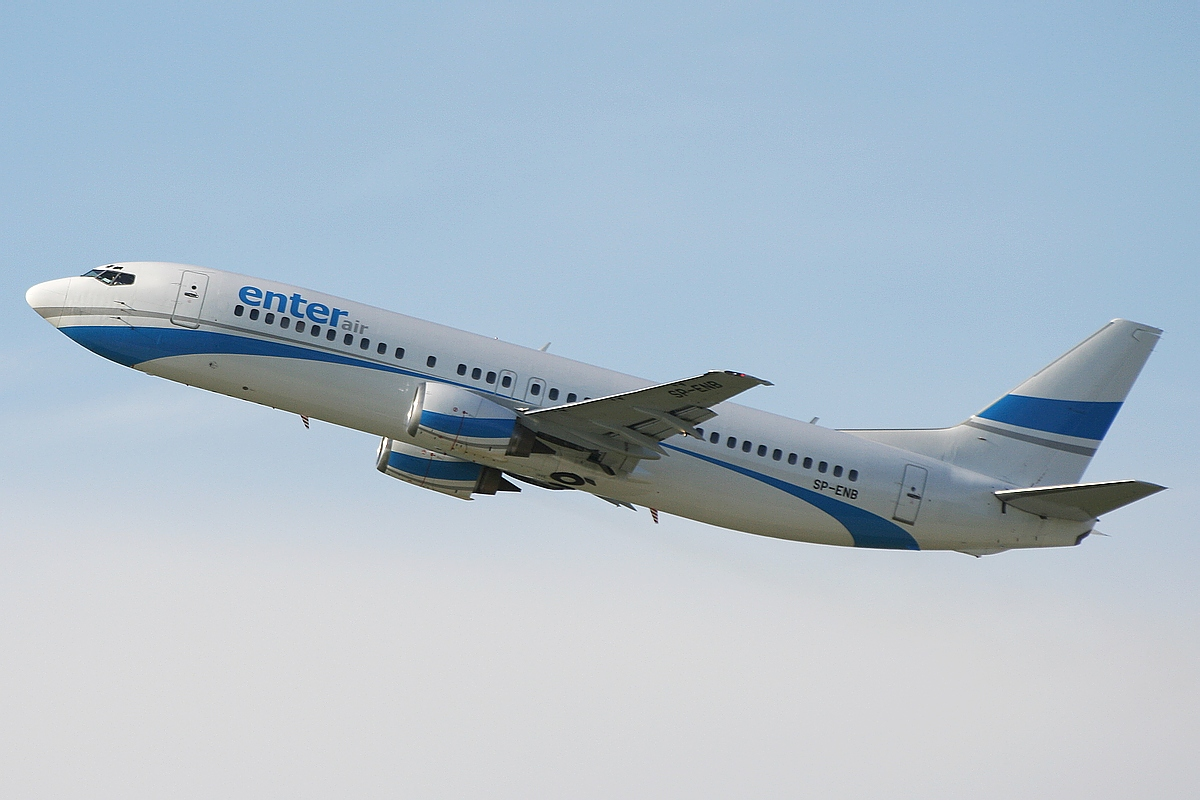
طائرة بوينغ 737 تتسلق

مرحلة الصعود، والمعروفة أيضًا باسم التسلق أو الصعود الأولي، هي الفترة التي تصعد فيها الطائرة إلى ارتفاع إبحار محدد مسبقًا بعد الإقلاع. تأتي مرحلة الصعود فورًا بعد الإقلاع وتسبق مرحلة العبور للرحلة. على الرغم من أن مرحلة الصعود الواحدة نموذجية، إلا أن مراحل الصعود المتعددة قد تتناوب مع مراحل العبور، خاصة بالنسبة للرحلات الطويلة جدًا التي يزداد فيها الارتفاع مع انخفاض وزن الوقود على متن الطائرة (انظر خطوة التسلق).
مع تقدم التسلق، ينخفض معدل الصعود مع انخفاض قوة الدفع بسبب نقص كثافة الهواء. يحسن التسلق التدريجي الرؤية الأمامية من فوق مقدمة الطائرة.
تتسلق الطائرات أيضًا عند الطيران في منطقة يرتفع فيها الهواء، ولكن نظرًا لأن هذه المناطق لا يمكن التنبؤ بها وموقعها غير ملائم، ولأن معظمها غير متكيف بشكل جيد مع التسلق السلبي من هذا النوع، فإن الطائرات الشراعية فقط تحاول مثل هذه الصعود بشكل منتظم.
عكس التسلق هو النزول.

## تسلق «عادي»

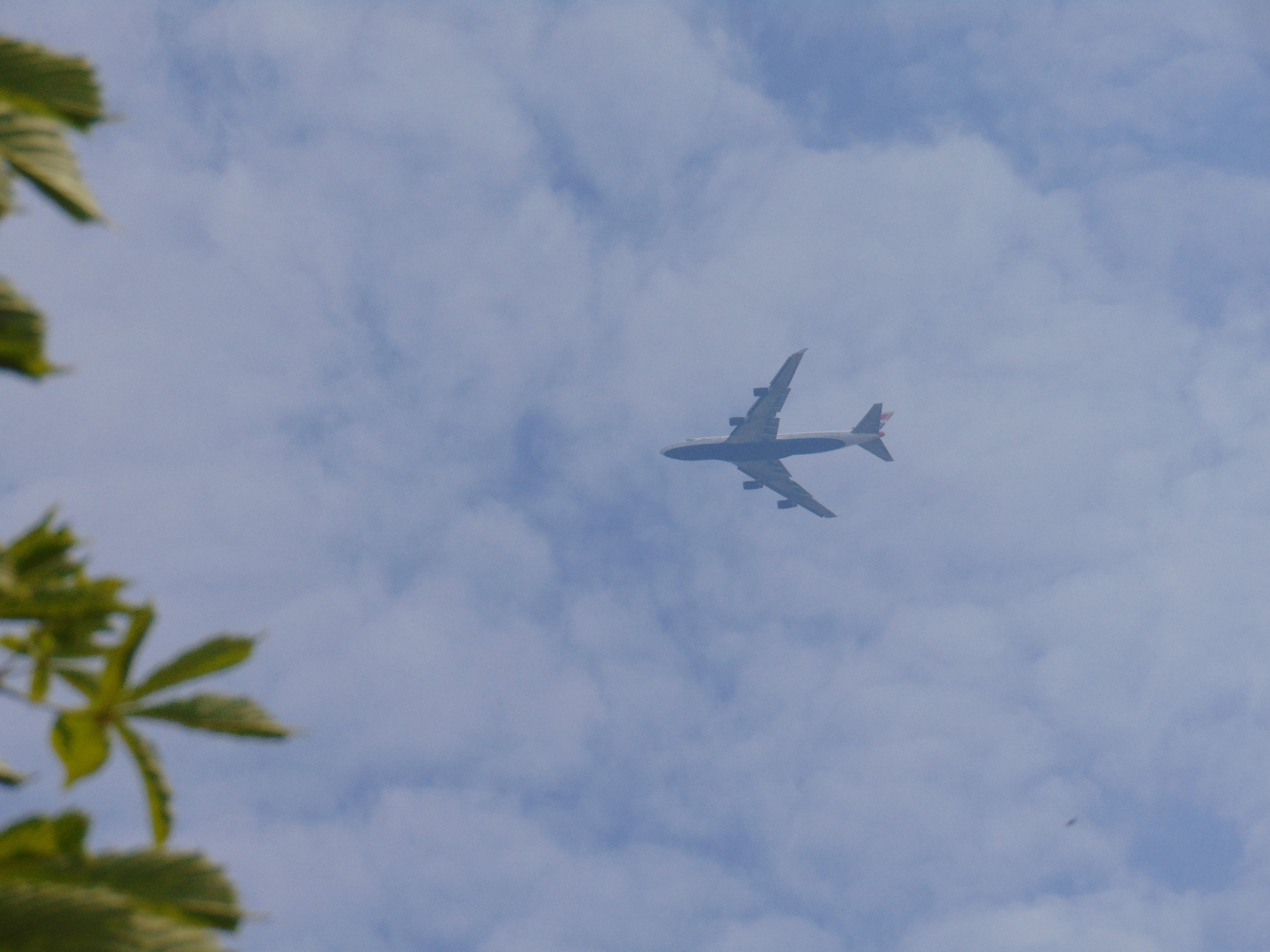
طائرة بوينغ 747-400 تابعة للخطوط الجوية البريطانية تتسلق من مطار هيثرو بلندن، وتم مشاهدتها من نهر التايمز في براي لوك.

في بعض الولايات القضائية وتحت بعض الظروف، يتم تحديد التسلق «العادي» من خلال اللوائح أو الإجراءات، ويتم استخدامه لتطوير أنظمة مجرى الهواء، والمجالات الجوية، وإجراءات الأجهزة. الارتفاعات العادية هي ببساطة معدلات صعود معيارية يمكن تحقيقها من قبل معظم الطائرات في ظل معظم الظروف التي تُستخدم كإرشادات متحفظة عند تطوير الإجراءات أو الهياكل التي تكون جزئيًا دالة لهذه المعدلات. على سبيل المثال، قد يُفترض ارتفاع عادي قدره 20 مترًا لكل كيلومتر (120 قدمًا لكل ميل بحري) أثناء تطوير إجراء ملاحي أو أثناء تحديد حدود المجال الجوي في مناطق المطار.